# Webhook
Un webhook (o WebHook), en desarrollo web, es un método de alteración del funcionamiento de una página o aplicación web con callbacks personalizados. Estos se pueden mantener, modificar y gestionar por terceros: desarrolladores que no tienen por qué estar afiliados a la web o aplicación. El término «webhook» fue inventado por Jeff Lindsay en 2007, a partir del término de programación Hook.

## General
Los webhooks son retrollamadas HTTP de usuario. Estos se registran en algunas ocasiones, como al publicar un comentario en un blog. Cuando esto ocurre, la web envía una solicitud HTTP a la URL configurada para el webhook. Los usuarios pueden configurarlos para que la web se comporte de una forma u otra. Como usan HTTP, pueden integrarse en servicios web sin añadir una nueva infraestructura.